# Морета (Пјаченца)
Морета је насеље у Италији у округу Пјаченца, региону Емилија-Ромања.
Према процени из 2011. у насељу је живело 48 становника. Насеље се налази на надморској висини од 137 м.